# Ždrilo
Ždrilo falu Horvátországban Zára megyében. Közigazgatásilag Posedarjéhoz tartozik.

## Fekvése
Zára központjától légvonalban 26 km-re, közúton 29 km-re, községközpontjától 4 km-re északkeletre Dalmácia északi részén, az A1-es autópályától északnyugatra a Maslenicai hídtól 1 km-re nyugatra fekszik.

## Története
2011 óta számít önálló településnek, amikor 116 lakosa volt. Korábban a szomszédos Vinjerac része volt. A faluban négyosztályos alapiskola működik, amely a posedarjei Braće Ribar alapiskola kihelyezett tagozata. Az új iskolaépületet 2011. november 4-én nyitották meg.